# Torres de la Basella
Torres de la Basella és una obra de Batea (Terra Alta) inclosa a l'Inventari del Patrimoni Arquitectònic de Catalunya.

## Descripció
El lloc conegut com "la Bassella" era, fins fa poc, on hi havia una bassa on s'abeurava el batiar. Al voltant d'ella trobem les "torres" on es resguardaven els animals i es guardaven els productes agrícoles. Aquest tipus de construccions són de planta rectangular, fets amb maçoneria -més o menys cuidada- i carreus de reforç. Les obertures són de totxo i fins i tot de fusta. Solen tenir dues plantes o una amb altell, tot suportat per una pilastra al mig que arriba fins a la coberta a dues aigües, o a una, de teula àrab. L'accés a la planta superior es fa per fora mitjançant una escala de lloses de pedra.

## Història
La presència d'una bassa als afores de la població, a la vora de camins ramaders, era, generalment, comú a tots els pobles de la Terra Alta, però ja fa temps que han començat a desaparèixer i els seus llocs pateixen una degradació progressiva. Aquesta mena de "torres" tenen noms: Seno, Mossèn Pere, L'Angeleta, Victòria, Sente i Seset.